# 곽유화
곽유화(1993년 12월 10일~)는 대한민국의 여자 배구 선수이며, 수원시청 소속이다. 2011년 8월 29일 열린 2011-2012시즌 여자 신인선수 드래프트에서 1라운드 3순위로 한국도로공사 하이패스 제니스에 입단하였다. 리시브가 안정적이고 공격에서도 조커로서 존재감을 드러냈다. 2014년 고예림과 더불어 배구얼짱으로 유명세를 타며 검색어 상위권에 장시간 자리잡기도 하였다. 2013-2014시즌 종료후 도로공사가 FA로 이효희 선수(기업은행)를 영입하면서 화성 IBK기업은행 알토스에서 보상선수로 지명되었으나 FA로 김사니 선수(흥국생명)를 영입한 기업은행 배구단이 김사니 선수의 원구단 흥국생명 핑크스파이더스에 FA 보상금대신 도로공사의 보상선수를 넘겨줄것을 서로 약속하여 흥국생명 배구단으로 팀을 옮겼다. 2015년 6월 30일 한국배구연맹(KOVO)의 공식 홈페이지를 통해 공시된 2015-2016시즌 흥국생명 배구단 선수등록 명단에 곽유화가 포함되지 않고 2015년 6월30일자로 은퇴하는 것으로 공시되었다. 2016년 실업배구 수원시청에 입단하였다.

## 약력
- 경해여자중학교 졸업
- 선명여자고등학교 졸업(2012년 졸업)
- 2011년 성남 한국도로공사 하이패스 제니스에 1라운드 3순위로 지명
- 2014년 시즌후 화성 IBK기업은행 알토스에 FA보상선수로 지명
- 2014년 구단간 약속에 따라 인천 흥국생명 핑크스파이더스로 이적

## 수상 경력
- 2008년 춘계연맹전 여중부 최우수선수
- 2011년 제66회 남녀종별배구선수권대회 고교부 공격상
- 2011년 제22회 CBS 남녀중·고배구대회 고교부 최우수선수상

## 국가대표 경력
- 2010 제 8회 아시아유스여자선수권대회 국가대표
- 2010 동아시아배구선수권대회 국가대표
- 2011 세계청소년여자선수권대회 국가대표